# Hannelore Minkus
Hannelore Minkus (* 14. Mai 1928 in Berlin; † 21. März 2020; bürgerlich Hannelore Hartwich-Minkus) war eine deutsche Schauspielerin und Synchronsprecherin.

## Wirken
Hannelore Minkus wirkte ebenso in Theaterproduktionen wie bei Literaturverfilmungen (Unser täglich Brot, Die bleierne Zeit) und in Fernsehserien (Gute Zeiten, schlechte Zeiten, Hinter Gittern – Der Frauenknast) mit. So verkörperte sie etwa von 2000 bis 2001 Ricarda Paulat in Schloss Einstein. Minkus lieh zahlreichen ausländischen Filmdarstellerinnen ihre Stimme, u. a. Frances Sternhagen in der US-Serie Sex and the City und Kathryn Joosten in Desperate Housewives.
2006 und 2007 war Hannelore Minkus gemeinsam mit dem Schauspieler und Regisseur Mario Würr in Yasmina Rezas Der Mann des Zufalls auf den Bühnen „Alte Schmiede“ und „Villa Limone“ in Berlin zu sehen. Sie war mit Horst Hartwich (1924–2000), dem Leiter des Akademischen Außenamtes der Freien Universität Berlin bis zu dessen Tod  verheiratet.

## Filmografie
- 1949: Unser täglich Brot
- 1981: Die bleierne Zeit
- 1993–1995: Gute Zeiten, schlechte Zeiten
- 1996: Unser Charly
- 1997–2001: Hinter Gittern – Der Frauenknast
- 1999: Die Sünde der Engel
- 2000: Im Namen des Gesetzes
- 2000: Streit um drei
- 2000: Nackte Tatsachen
- 2001: Die Salsaprinzessin
- 2001–2002: Schloss Einstein
- 2006: Ein Fall für B.A.R.Z.
- 2006: Küstenwache
- 2008: Dell & Richthoven
- 2008: Gott schützt die Liebenden
- 2008: Hallo Robbie!
- 2010: Meine wunderbare Familie
- 2010: Notruf Hafenkante – Gegen die Zeit
- 2011: Ich bin nicht mutig

## Synchronrollen (Auswahl)

### Filme
- 1987: Paula Trueman in Dirty Dancing als Mrs. Schumacher
- 1993: Julianna McCarthy in Mord ist die Rache als Adele Loring
- 1993: Polly Holliday in Mrs. Doubtfire – Das stachelige Kindermädchen als Gloria
- 2002: Jeanette Miller in Hilfe, ich habe ein Date! als ältere Frau
- 2005: Fran Gellatly in In den Schuhen meiner Schwester als Mrs. Stempel
- 2008: Lynn Cohen in Sex and the City – Der Film als Magda
- 2012: Kathryn Joosten in Auf der Jagd nach dem Weihnachtsmann als Winifred

### Serien
- 1985: Liz Sheridan in Trio mit vier Fäusten als Everitts Sekretärin
- 1987–1993: Clarice Taylor in Die Bill Cosby Show als Anna Huxtable
- 1995: Betty White in Diagnose: Mord als Dora Sloan
- 2000–2002: Frances Sternhagen in Sex and the City als Bunny MacDougal
- 2005–2012: Kathryn Joosten in Desperate Housewives als Karen McClusky
- 2006–2012: Frances Sternhagen in The Closer als Willie Ray Johnson
- 2013–2014: Asunción Balaguer in Grand Hotel als Lady